# Homalophis gyii
Homalophis gyii – endemiczny gatunek jadowitego węża z rodziny Homalopsidae, odkryty w 2005 roku w lasach deszczowych Borneo. Zainteresowanie wzbudziła umiejętność zmiany koloru skóry węża, podobnie jak to jest u kameleona.
Jego odkrywcą był dr Mark Auliya, badający faunę Parku Narodowego Betung Kerihun w Kalimantanie.

## Rozmiary
Ma przeciętnie długość pół metra.

## Występowanie
Występuje w lasach deszczowych na wyspie Borneo.